# Carlos Solano Fernández
Carlos Solano Fernández (Turrialba, 2 de julio de 1952) es un exfutbolista y exentrenador costarricense. Está ubicado en el séptimo lugar entre los máximos anotadores de la historia del fútbol costarricense, sumando 221 tantos entre los años 1969 y 1986.

## Trayectoria
Es parte de los pocos futbolistas costarricenses en haber anotado 5 goles en un partido de la máxima categoría costarricense, fue ocurrido el 24 de abril de 1974, vistiendo los colores del Deportivo Saprissa, en el Estadio Ricardo Saprissa Aymá, en un partido contra el A. D. Ramonense, las anotaciones fueron dadas a los minutos 15, 20, 56, 75, y 85, finalizando con la victoria 5-0.
Ha pasado por clubes de Costa Rica como Municipal Turrialba, Deportivo Saprissa, C. S. Cartaginés, A. D. Sagrada Familia, y A. D. Ramonense, mientras en el extranjero fue parte de los clubes de: Real España, C. D. Olimpia y el C. S. D Suchitepéquez.
Ha sido campeón de la Segunda División de Costa Rica con el Municipal Turrialba en el 1968, siendo además el máximo goleador, ha obtenido con el Deportivo Saprissa cinco títulos nacionales, dos Copas Fraternidad Centroamericana, y un título del Torneo de Copa, además un título de la máxima categoría hondureña con el Real España.

#### Participaciones internacionales
| Competición                     | Sede        | Resultado      |
| ------------------------------- | ----------- | -------------- |
| Juegos Panamericanos de 1975    | México      | Cuarto lugar   |
| Preolímpico de Concacaf de 1976 | Concacaf    | Fase de grupos |
| Juegos Panamericanos de 1979    | Puerto Rico | Cuarto lugar   |

## Clubes

### Como jugador
| Club                  | País       | Año       |
| --------------------- | ---------- | --------- |
| Municipal Turrialba   | Costa Rica | 1968-1971 |
| Deportivo Saprissa    | Costa Rica | 1971-1976 |
| C. S. Cartaginés      | Costa Rica | 1976-1979 |
| Real España           | Honduras   | 1980-1981 |
| C. D. Olimpia         | Honduras   | 1981      |
| C. S. D Suchitepéquez | Guatemala  | 1982      |
| A. D. Sagrada Familia | Costa Rica | 1983-1984 |
| A. D. Ramonense       | Costa Rica | 1985      |
| A. D. Sagrada Familia | Costa Rica | 1986      |

### Como director técnico
| Club                  | País       | Año       |
| --------------------- | ---------- | --------- |
| A. D. Sagrada Familia | Costa Rica | 1984-1986 |
| UCR Fútbol Club       | Costa Rica | ?         |

## Palmarés

### Títulos nacionales
| Título                         | Club                  | País       | Año  |
| ------------------------------ | --------------------- | ---------- | ---- |
| Segunda División de Costa Rica | Municipal Turrialba   | Costa Rica | 1968 |
| Primera División de Costa Rica | Deportivo Saprissa    | Costa Rica | 1972 |
| Torneo de Copa de Costa Rica   | Deportivo Saprissa    | Costa Rica | 1972 |
| Primera División de Costa Rica | Deportivo Saprissa    | Costa Rica | 1973 |
| Primera División de Costa Rica | Deportivo Saprissa    | Costa Rica | 1974 |
| Primera División de Costa Rica | Deportivo Saprissa    | Costa Rica | 1975 |
| Primera División de Costa Rica | Deportivo Saprissa    | Costa Rica | 1976 |
| Campeón de Campeones           | Deportivo Saprissa    | Costa Rica | 1976 |
| Campeón de Campeones           | Club Sport Cartaginés | Costa Rica | 1979 |
| Liga Nacional de Honduras      | Real España           | Honduras   | 1981 |

### Títulos internacionales
| Título                                | Club               | Sede     | Año  |
| ------------------------------------- | ------------------ | -------- | ---- |
| Copa Fraternidad Centroamericana      | Deportivo Saprissa | San José | 1972 |
| Copa Fraternidad Centroamericana      | Deportivo Saprissa | San José | 1973 |
| Torneo Centroamericano de la Concacaf | Deportivo Saprissa | San José | 1973 |

### Distinciones individuales
| Distinción                                                      | Año  |
| --------------------------------------------------------------- | ---- |
| Máximo goleador de la Segunda División de Costa Rica            | 1968 |
| Máximo goleador del Torneo de Copa de Costa Rica (7 goles)      | 1972 |
| Máximo goleador de la Primera División de Costa Rica (24 goles) | 1976 |